# Orchidee d'Italia
Orchidee d’Italia, sottotitolo Guida alle orchidee spontanee è una monografia scritta dai soci del GIROS, composto da 14 capitoli, pubblicato in prima edizione nel febbraio del 2009 e in seconda edizione, rivista ed ampliata, nel 2016.

## Edizioni
- AA.VV., Orchidee d'Italia, Il Castello, Cornaredo (MI), 2009,  p. 303, ISBN 978-88-8039-891-2.
- AA.VV., Orchidee d'Italia, Il Castello, Cornaredo (MI), 2016,  p. 368, ISBN 978-88-6520-801-4.